# گاتس ایشیموتو
گاتس ایشیموتو (انگلیسی: Guts Ishimatsu؛ زادهٔ ۵ ژوئن ۱۹۴۹) بازیگر، کمدین، سخنگو، boxing commentator اهل ژاپن است.
از فیلم‌ها یا برنامه‌های تلویزیونی که وی در آن نقش داشته‌است می‌توان به باران سیاه اشاره کرد.